# Jean Dalbarade
Jean Dalbarade dit « Le Bayonnais » (Biarritz, 30 avril 1743 - Saint-Jean-de-Luz, 31 décembre 1819) est un officier de marine, corsaire et homme politique français des XVIIIe et XIXe siècles. Il fut ministre de la Marine entre le 10 avril 1793 et le 2 juillet 1795.

## Biographie
Jean Dalbarade, déjà lieutenant à dix-sept ans, se distingue par son courage sur le corsaire Le Labourd de Saint-Jean-de-Luz, commandé par Pierre Naguille, où il est blessé au cours du combat.
Il se distingue sur La Minerve de Bayonne quelques mois plus tard où malgré deux blessures, l’une à la tête et l’autre au pied, il n’hésite pas à sauter le premier à bord de La Jenny de Lancaster dont le tonnage était deux fois supérieur et réussit à la ramener au port avec six prisonniers, le 30 octobre 1761. 
La guerre d'indépendance des États-Unis lui donne à nouveau la possibilité de s’illustrer, il s’empare en 1779, d’une frégate britannique, après deux heures de combat. Il a moins de chance, en remorquant sa prise, rencontrant deux navires britanniques et est blessé en accostant l’un d’eux. Il est frappé par une balle de mousquet, au moment où il s’apprêtait, le sabre à la main, à sauter à l'abordage. Gravement atteint, il est capturé et emprisonné en Grande-Bretagne où il est soigné avant d’être échangé en janvier 1780 contre un capitaine britannique. Ces péripéties ne ralentissent pas son zèle et en 1781, il capture plus d’une vingtaine de bâtiments, dont six corsaires.
Ces faits d'armes le font avancer dans la hiérarchie de la Marine royale et il est fait chevalier de Saint-Louis le 11 août 1787. Il reçoit un brevet de capitaine de vaisseau et est nommé adjoint au ministre de la Marine et des Colonies le 1er mars 1793. Un an plus tard, le 10 avril 1794, la Convention le désigne ministre de la Marine, poste qu'il occupe jusqu'au 2 juillet 1795. 
En 1798, devenu contre-amiral, il est commandant d'armes du port de Lorient, lorsqu'éclate, le 29 avril, un incendie sur le vaisseau de ligne Quatorze Juillet, qui finit son armement. Le 11 septembre 1798, Dalbarade comparait devant un conseil de guerre qui le déclare « incapable de commander, comme convaincu de relâchement et de négligence dans le service ».
Après sa mort à Saint-Jean-de-Luz le 31 décembre 1819, Louis XVIII a la curiosité de faire chercher au domicile du défunt la croix et le brevet de l'Ordre royal et militaire de Saint-Louis, donné au corsaire par Louis XVI le 11 août 1787, pour s'assurer s'il les avait déposé à sa municipalité, conformément au décret du 28 juillet 1793, ou s'il leur en avait substitué d'autres, comme font bien des gens à cette époque. On ne retrouve qu'une petite croix de Saint-Louis que Dalbarade avait reprise et portée depuis le retour de la maison des Bourbons.

## Sources et bibliographie
- E. Chevalier, Histoire de la Marine française sous la Première République, Hachette, 1888 (lire en ligne)
- Léon Guérin, Histoire Maritime de France sur Google Livres
- Jean-Philippe Zanco, Dictionnaire des Ministres de la Marine 1689-1958, S.P.M. Kronos, Paris 2011.